# クサギカメムシ
クサギカメムシ（臭木亀虫、学名:Halyomorpha halys）は、カメムシの1種。果樹などの農業害虫としても知られ、また室内に侵入することも多く衛生害虫としても知られている。

## 概要
クサギカメムシは、カメムシ科に属する昆虫である。体色は全身が暗褐色で、ほぼ無地に見える。普段見かけるカメムシの中では大きい方で、普通なアオカメムシであるアオクサカメムシより大きく、大型のアオカメであるツヤアオカメムシよりやや大きい。
日本のほぼ全土に分布し、ごく普通種である。山野にも普通であるが、耕作地に出現することも多い。多食性で、幅広い植物につき、果樹や豆類の害虫としても古くから知られてきた。また成虫が越冬の際に人家に入り込むことがあり、その悪臭を出す性質もあって衛生害虫としても知られている。1990年代に近畿地方を中心にアオカメムシ類の大発生があった折、クサギカメムシも多く含まれていた。
標準和名は竹内(1955)によるとクサギによくいることによる。古い名として、サビガイダ、ススイロカメムシ、アカハラクサガメ、モモカメムシ、チャイロガイダなどの名が伝えられている。
西日本の一部地域では「ホウムシ」と呼ばれている。

## 特徴
体長は13 - 18 mm。全体の形としては典型的なカメムシの形で、腹背にやや扁平。全身は前翅の膜質部を除いてほぼ一様な褐色系の色であるが、明暗には個体差がある。実際にはわずかにまだらの模様や一面に細かな黄褐色の斑点がある。
頭部は突き出すが先端が狭まらず、幅広くて丸くなっている。触角は体色と同色で、関節の部分が白くなっている。前胸は両肩があまり強く突き出さない。前胸の前縁に四つの小さな斑点が並ぶ。腹部は中程がやや幅広くなり、たたんだ前翅の両側に少しはみ出す。前翅の膜質部は腹部の後端を超える。
幼虫は成虫に似ているが、頭部、胸部と腹部前方の節の側面に鋭い突起が並ぶ。

## 習性
植食性のカメムシで、非常に多くの種の植物を攻撃することが知られている。茎や葉から吸うだけでなく、成虫は果実も好んで吸う。しかし、幼虫は果実にはつかない。また、幼虫が寄生する植物はより狭い範囲の樹木であり、主たる栄養源はマツ、イチイ、スギ、サクラ、キリ、クワなどで、繁殖と幼虫の成長もここで行われる。
刺激を受けると悪臭を放つ。その臭いは強烈で、「最も臭気の強い種の一つ」との声もある。

### 生活史
本州中部では年一化性と見られる。成虫越冬で、朽ち木のひびの間、枯れ木の樹皮下など遮蔽された場所に潜り込んで冬を過ごす。この時、人家に侵入することもある。
春になると成虫は出てきてあちこち飛び回り、様々な植物について栄養吸収する。この時に果樹などに被害を与えることもある。成虫は夏まで生存し、交尾と産卵を繰り返し、秋の初めまでに次第に死亡する。
産卵は6月下旬から7月初旬にかけて、宿主植物の葉の裏側で行われる。卵は約28個が一層に集まった卵塊の形で産み付けられる。孵化した一齢幼虫は卵塊の上かその付近に密集して、そのままで脱皮して二齢となる。二齢幼虫も当初は集団を作るが、次第に分散してゆく。幼虫は五齢まであり、8月ころから次第に成虫になる。新成虫は繁殖行動を取ることなく越冬に向かう。

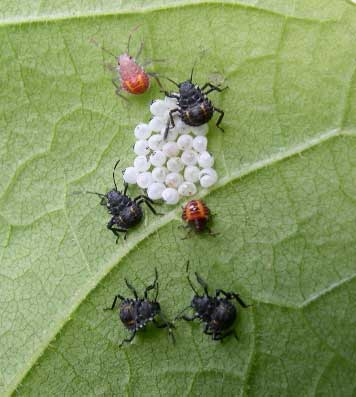
孵化後の卵塊と幼生

## 分布
日本では北海道から九州まで広く知られ、沖縄島、石垣・西表でも記録されている。国外では朝鮮半島、中国、台湾など東アジアに広く分布する。

## 害虫として
害としては、下記のように農業害虫の面と衛生害虫の面がある。

### 農業害虫として
古くから豆類と果樹の害虫として知られている。果樹に関しては加害するのは成虫だけで、越冬後の成虫による被害が特に大きい。ただしリンゴなどで産卵することもあり、幼虫が成長することもあるが、栄養的には不足であるという。豆類としてはダイズ、ササゲなどが攻撃を受けるが、害虫としてはホソヘリカメムシなど他のカメムシの方が重要視されている。なお、ダイズを用いての人工飼育も行われている。
果樹としては、ミカン、ウメ、カキ、ナシ、モモ、サクランボ、ビワ、リンゴなどが挙げられており、これらに対する重要な害虫と見なされている。ミカンでは果実だけでなく、若枝も攻撃することが知られる。ミカンの未熟な果実が攻撃を受けると、その部分の果皮の成長が阻害され、果実がでこぼこになるため、商品価値を下げる。加害がひどい場合には内部が変質して落果したり、摘果せざるを得なくなる。さらに果実が熟してから攻撃を受けると、内部に液を吸い取られた隙間ができてしまい、外見ではわからないが収穫後に腐敗しやすい。
また、実際には加害することはないようだが、実験的には米に斑点米を作らせることが知られている。
この他、キリてんぐ巣病の病原体であるファイトプラズマの主要な運搬者である可能性が示唆されている。
本種の進入を防ぐために輸入物資の検疫を行っている国もある。自動車輸送船中に本種が発見されたため、ニュージーランドが日本からの船の入港を拒否するという事態が複数回発生している。

### 衛生害虫として
カメムシ類は全般に悪臭を放つので嫌われるが、一部に家屋内に侵入してくるものがあり、そうすると人間との接点が大きくなるので問題が大きくなる。この種は越冬時に遮蔽された狭い隙間を探し、その過程で人家に侵入する。これは特に北日本で顕著で、東北地方で九月下旬から十月上旬に時に大集団で入り込んでくるとのこと。
古い方では、緒方(1957)に富山県の宇奈月温泉と新潟県東蒲原郡三川村の事例が挙げられている。後者では学校にも入り込み、悪臭のために授業が中断されることがあったという。
それ以降は毎年のようにこのような事例が発生している。室内の隅に入り込んでくるだけでなく、衣類や布団の隙間にも潜り込む。また室内が暖かいために冬眠からさめて室内を歩き回り、刺激を受けると臭いを発するため、室内に悪臭が充満し、頭痛や嘔吐を引き起こす場合もある。
また、1990年代に、近畿地方を中心としたアオカメムシ類の大発生があったが、その構成種としてもこの種が多く含まれていた。その詳細についてはアオカメムシの項を参照されたい。この大発生の原因として、スギと檜の人工林の大幅な増加と、その生長で毬花をつけるものが増えて、これがアオカメムシ類の繁殖の場となったことが挙げられているが、これはこの種にも共通している。この際には果樹園の被害と、夜間に燈火に集まった虫による悪臭被害があった。
カメムシ類は悪臭を放つため一般に不快害虫とされているが、クサギカメムシのように屋内に侵入する種では分泌物が皮膚炎を引き起こす例もある。

### 防除の問題点
いずれの場合にも、防除の方法が探られているが、困難である。これは、この種が被害を与えている場所を主たる生活の場としていないことによる部分が大きい。つまり人家にせよ、果樹園にせよ、そこにこのカメムシがいるのが一時的なものであり、繁殖の場はその周辺の森林であるから、被害の出る場所で薬をまいても効果が上がらない。室内の場合、殺すことはできるが、その際に悪臭を出されたのではやはり被害を生じてしまう。かといって、森林に薬剤を振りまくことは問題が大きい。室内への侵入に対しては侵入を阻止する方法が検討されてもいるが、難しいようである。

## ギャラリー

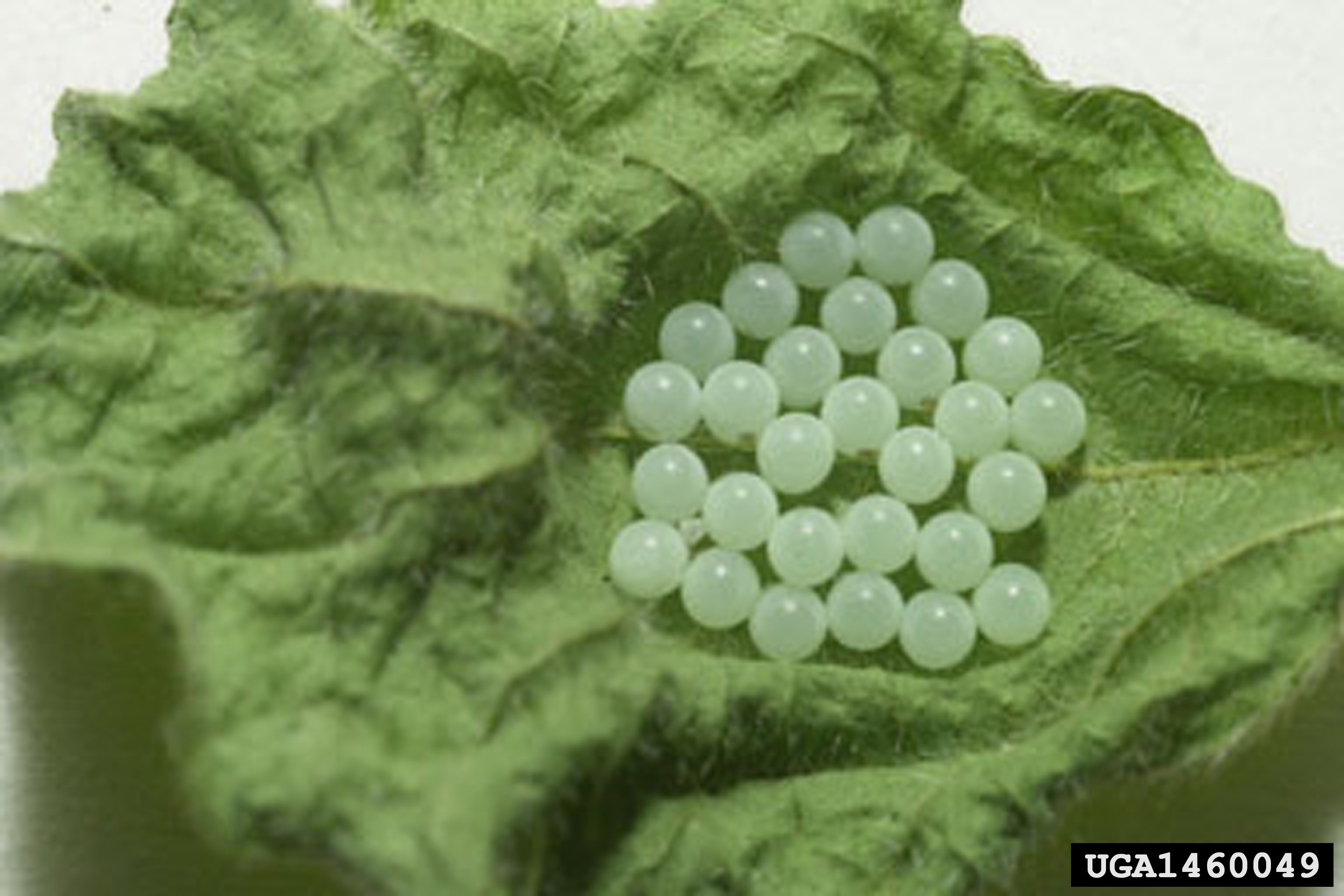
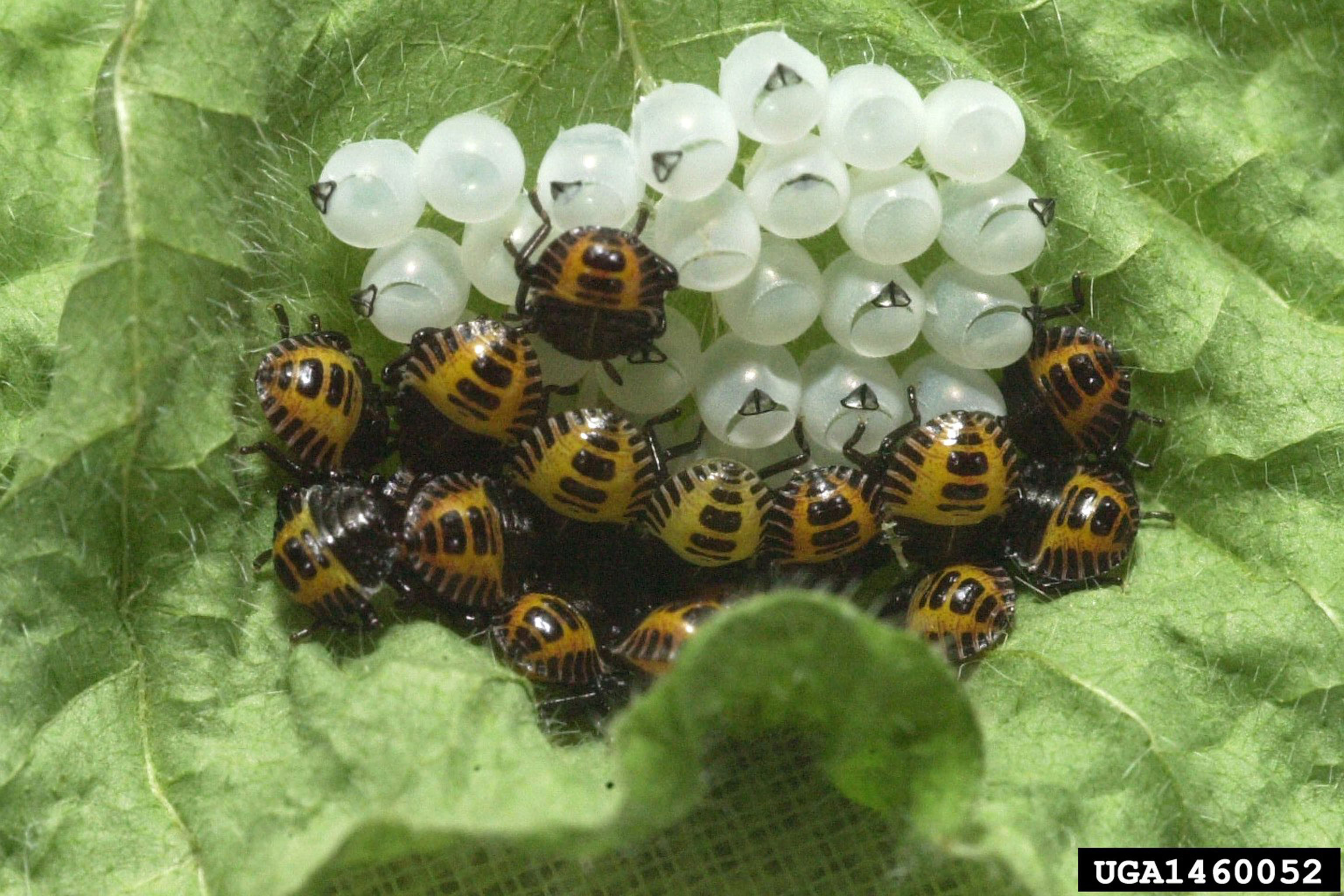
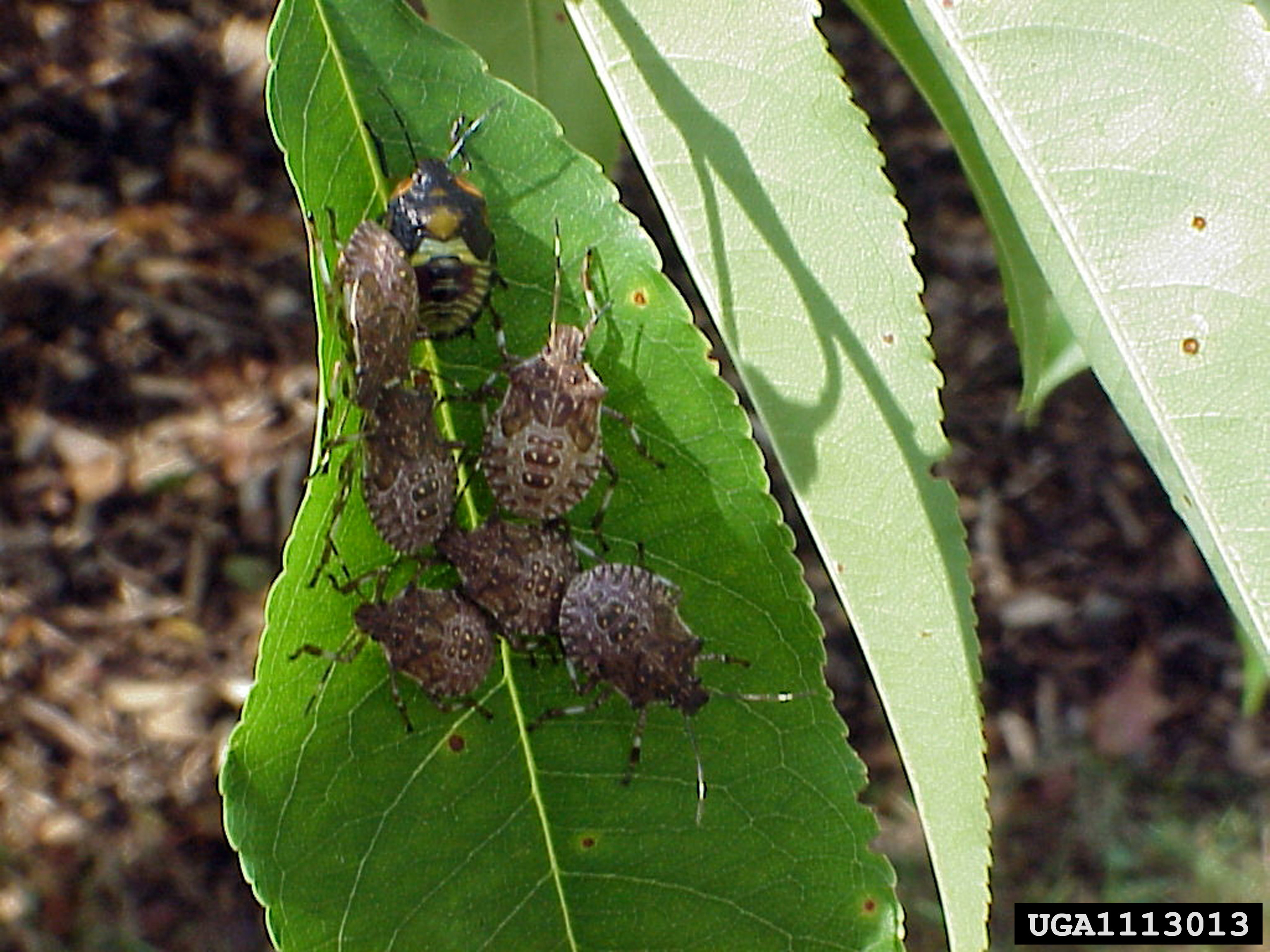
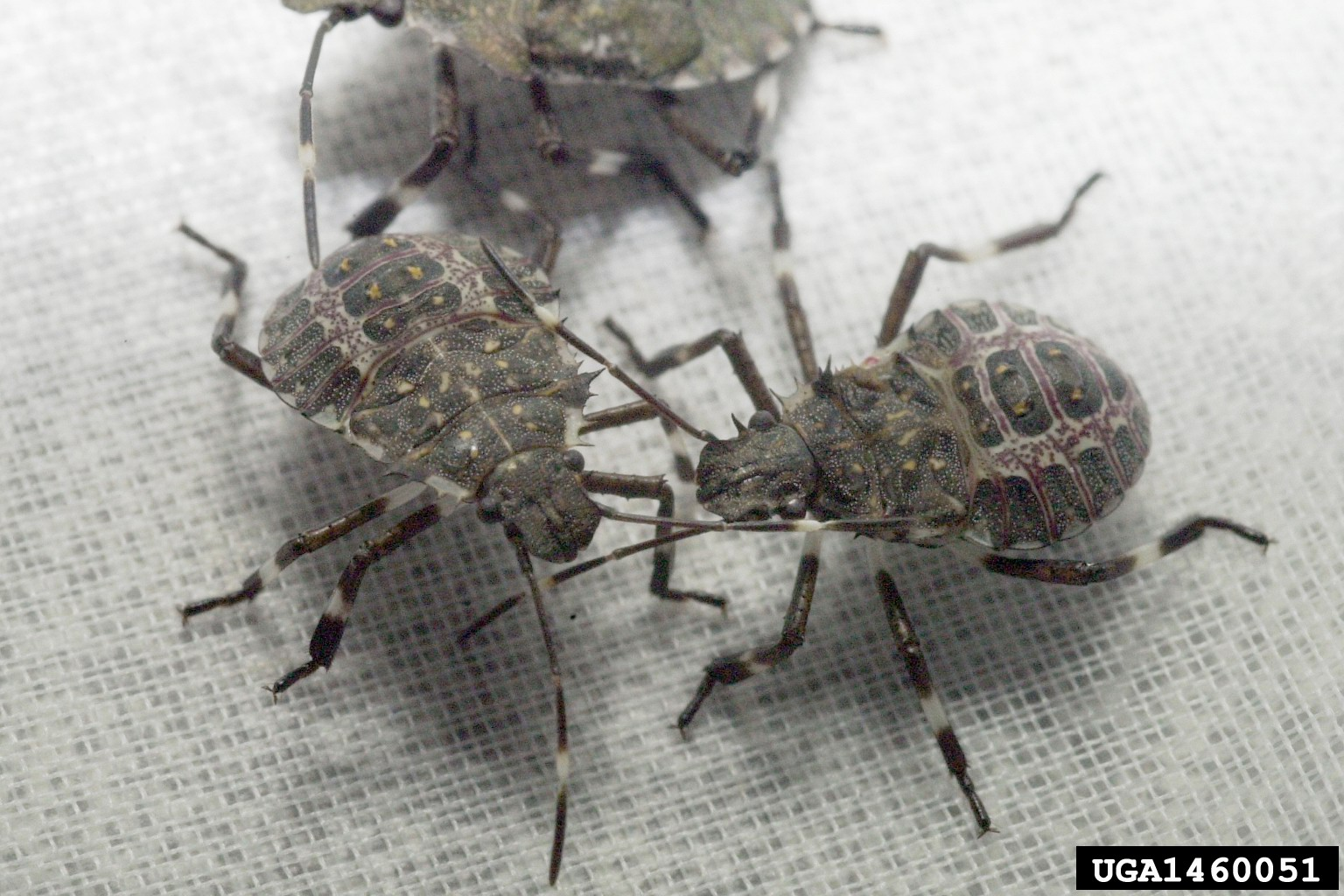
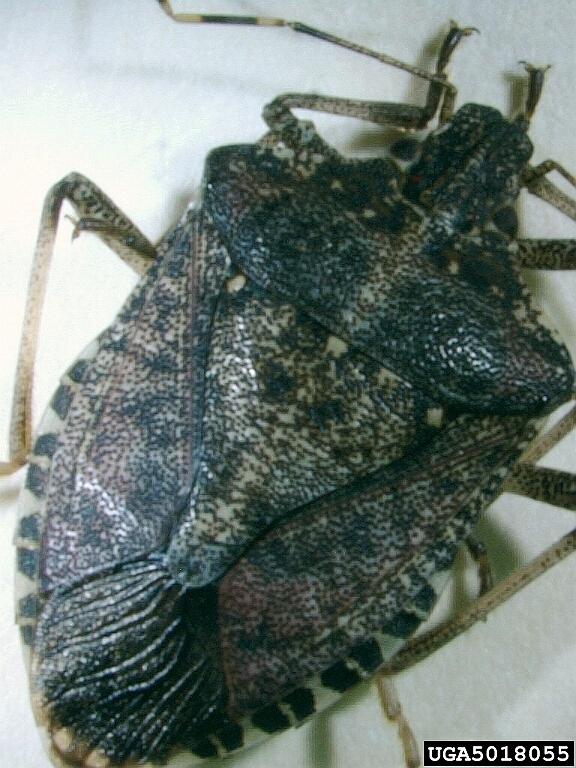
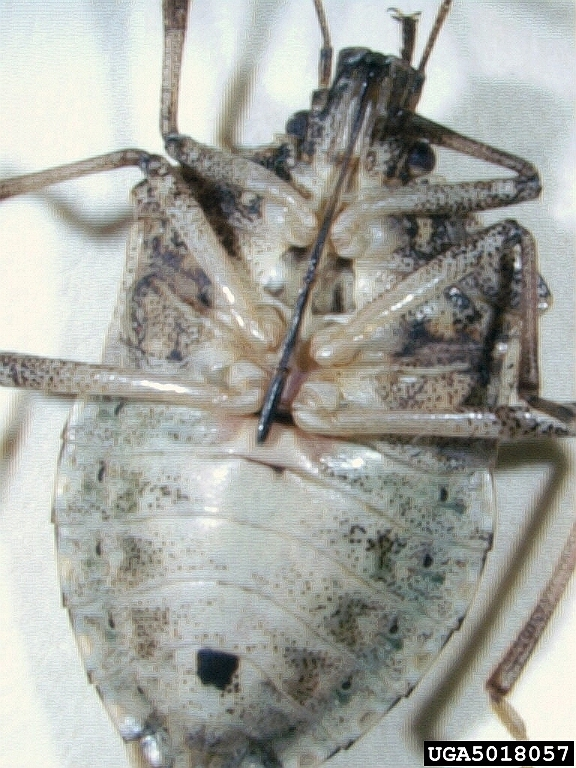
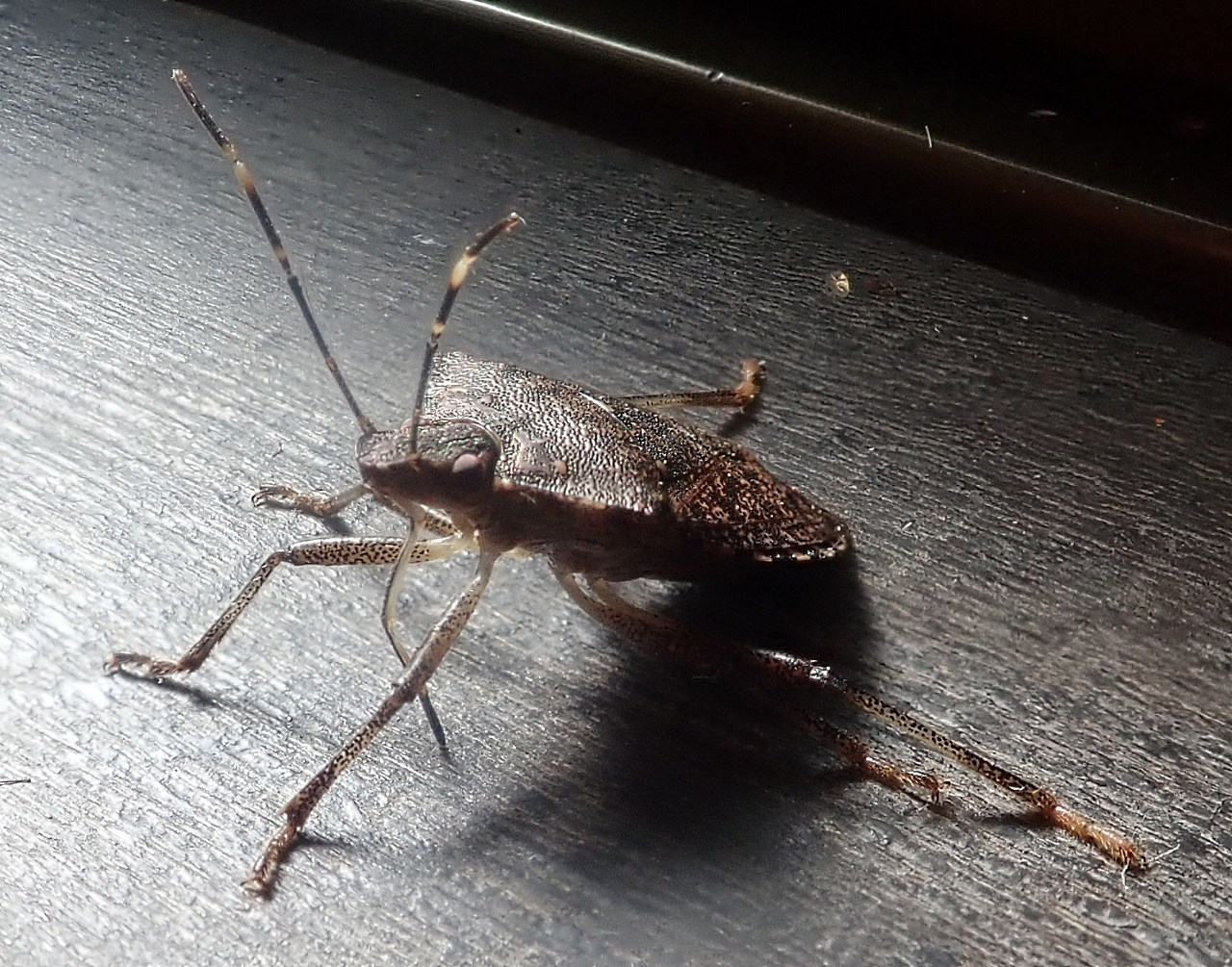
口器を伸ばした様子